# Calciomercato Live
Calciomercato Live è un programma televisivo italiano di genere talk show incentrato sul calcio, in onda su Sportitalia dal lunedì al venerdì a partire dal 2014.
Il programma è diviso in due parti: Calciomercato Live 1ª Parte, condotta da Gabriele Schiavi con Giada Giacalone dalle 17.00 alle 19.00, e Calciomercato Live 2ª Parte, condotta da Laura Esposto e Fernando Siani dalle 19.00 alle 21.00.

## Conduttori
- Giugno 2014 - Agosto 2014
- Dal lunedì al venerdì dalle 17.00 alle 19.00: Deborah Schirru con Sara Castellana e Marco Russo;
- Dal lunedì al venerdì dalle 19.00 alle 21.00: Katia Nicotra con Sara Castellana e Marco Russo;
- Il sabato e la domenica dalle 20.00 alle 22.00: Katia Nicotra con Alessandro Spigno;
- Il sabato e la domenica dalle 22.00 alle 00.00: Gabriele Schiavi con Giada Giacalone;
- Gennaio 2015
- Dal lunedì al venerdì dalle 17.00 alle 19.00: Giorgia Cenni con Marco Russo;
- Dal lunedì al venerdì dalle 19.00 alle 21.00: Monica Somma con Marco Russo;
- Giugno 2015 - Agosto 2015
- Dal lunedì al venerdì dalle 17.00 alle 19.00: Giorgia Cenni con Marco Russo;
- Dal lunedì al venerdì dalle 19.00 alle 21.00: Monica Somma con Marco Russo;
- Gennaio 2016
- Dal lunedì al venerdì dalle 17.00 alle 19.00: Giorgia Cenni con Gabriele Schiavi;
- Dal lunedì al venerdì dalle 19.00 alle 21.00: Monica Somma con Marco Russo;
- Giugno 2016 - Agosto 2016
- Dal lunedì al venerdì dalle 17.00 alle 19.00: Giorgia Cenni con Marco Russo;
- Dal lunedì al venerdì dalle 19.00 alle 21.00: Gabriele Schiavi con Giada Giacalone;
- Gennaio 2017
- Dal lunedì al venerdì dalle 17.00 alle 19.00: Ilaria Alesso con Jacopo Romeo;
- Dal lunedì al venerdì dalle 19.00 alle 21.00: Gabriele Schiavi con Giada Giacalone;
- Giugno 2017 - Agosto 2017
- Dal lunedì al venerdì dalle 16.30 alle 18.00: Gabriele Schiavi con Giada Giacalone;
- Dal lunedì al venerdì dalle 18.00 alle 19.30: Ilaria Alesso con Fernando Siani;
- Dal lunedì al venerdì dalle 19.30 alle 21.00: Laura Esposto con Fernando Siani;
- Gennaio 2018 e Gennaio 2019
- Dal lunedì al venerdì dalle 17.00 alle 19.00: Gabriele Schiavi con Giada Giacalone;
- Dal lunedì al venerdì dalle 19.00 alle 21.00: Laura Esposto con Fernando Siani;